# Šlesvické plebiscity

Šlesvicko na mapě Jutska:
Severní Šlesvicko
Jižní Šlesvicko

Šlesvické plebiscity byly sérií dvou plebiscitů, které byly nařízeny Versailleskou smlouvou v roce 1920 k určení hranice mezi Německem a Dánskem na historickém území Šlesvicka.

## Předcházející události
Šlesvické vévodství bylo do roku 1864 součástí Dánska. Roku 1864 proběhla tzv. dánsko-německá válka, ve které Dánsko podlehlo spojenecké síle Rakouska a Pruska. Šlesvicko bylo pak na základě Vídeňské mírové smlouvy rozděleno mezi vítězné mocnosti. O necelé dva roky později v roce 1866 se rozhořel konflikt mezi bývalými spojenci Rakouskem a Pruskem. Tzv. prusko-rakouskou válku vyhráli Prusové a jejich spojenci a celé území Šlesvicka se dostalo pod německou správu. Němci drželi Šlesvicko do konce první světové války, která dopadla pro Němce porážkou. 

## Plebiscit
Plebiscit na území Šlesvicka byl definován ve Versailleské smlouvě články 109 až 114. Byla vytvořena komise pro dohled nad konáním plebiscitu. Jejíž členové byli zástupci Francie, Velké Británie, Norska a Švédska. Plebiscitní území bylo rozděleno do dvou zón, které definovalo Dánsko. Hranice zóny I byla Dány položena co nejjižněji, aby první zóna zabírala i dnešní město Tønder. Zóna II byla v porovnání se zónou jedna nepoměrně menší a zabírala území Šlesvicka s převážně německým obyvatelstvem. 
Plebiscit v zóně I proběhl 10. února 1920. Výsledky hovořily jednoznačně pro připojení této části Šlesvicka k Dánsku. Pro spojení s Dánskem hlasovalo 74,9% voličů (75 431 hlasů), pro připojení k Německu volilo 25,1% voličů (25 329 hlasů). Však ve třech ze čtyřech největších měst zóny I existovala velká německá většina (Tønder a Højer), a tak se po hlasování vedly ještě dlouhé diskuze. Na výsledku se však již nic nezměnilo a celá oblast byl přičleněna k Dánsku.
Plebiscit v zóně II se konal 14. března 1920. Výsledky byly opět jednoznačné, ale tentokrát ve prospěch Německa. Pro připojení k Německu hlasovalo 80,2% voličů (51 742 hlasů), pro spojení s Dánskem 19,8% voličů (12 800 hlasů). Pouze v několika vesnicích na ostrově Föhr se podařilo Dánům získat většinu hlasujících. Plebiscitní komise na základě výsledků rozhodla rozdělit Šlesvicko mezi Dánsko a Německo podle hranice mezi oběma zónami. Velice slabé výsledky v druhém plebiscitu, a to hlavně v největším městě Šlesvicka Flensburgu byly jedním z faktů, které vedly v Dánsku k ústavní krizi.
Plebiscit v nejjižnější části Šlesvicka (zóna III) se nekonal, protože místní obyvatelstvo bylo z drtivé většiny německé národnosti.

## Výsledky

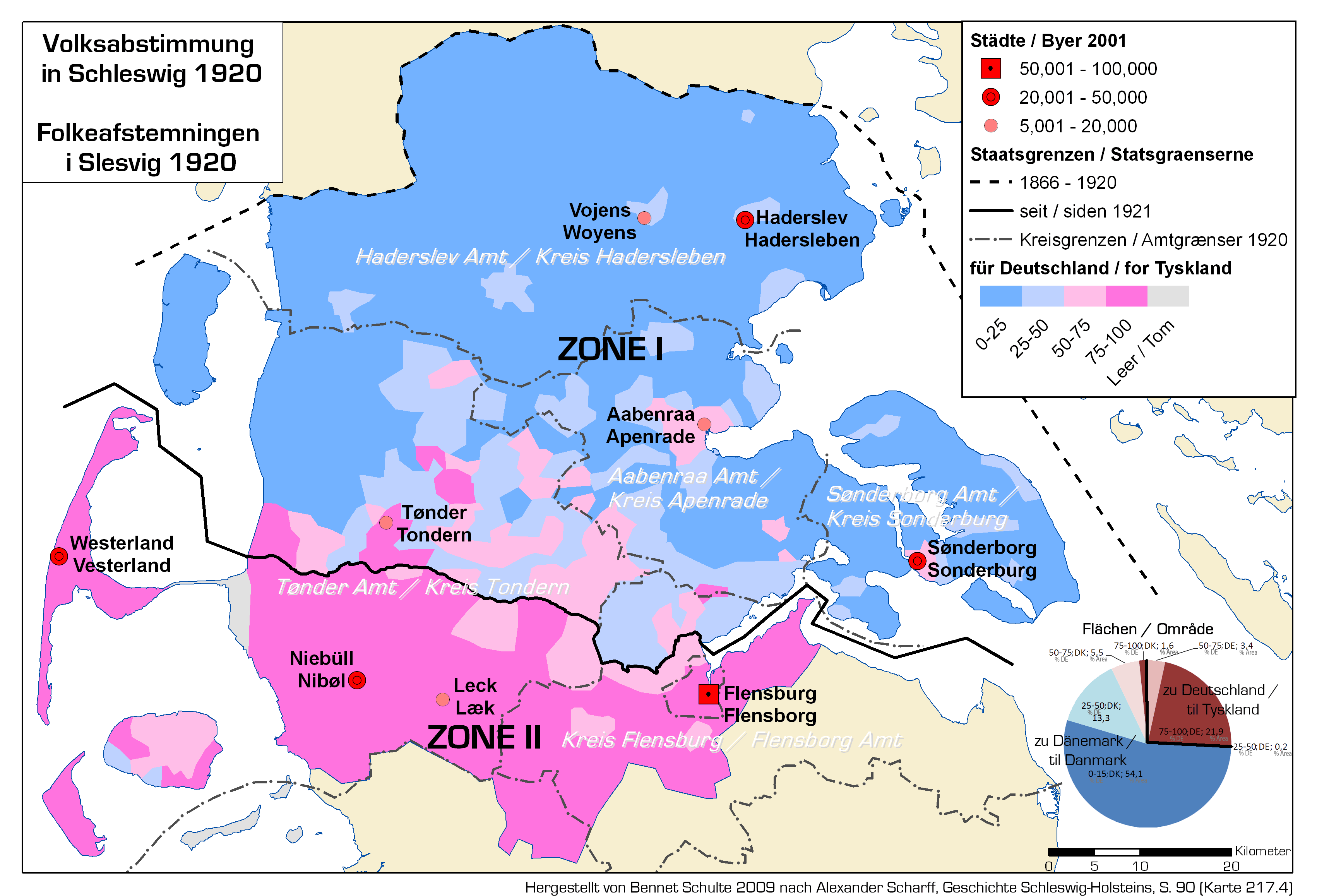
Výsledky plebiscitu (německy)

Výsledky plebiscitu v jednotlivých volebních okrscích:
| Okrsek                                       | Německé jméno                                | Dánské jméno                                 | pro Německo | pro Německo | pro Dánsko | pro Dánsko |
| Okrsek                                       | Německé jméno                                | Dánské jméno                                 | procenta    | hlasy       | procenta   | hlasy      |
|                                              |                                              |                                              |             |             |            |            |
| Zóna I (Severní Šlesvicko), 10. únor 1920    | Zóna I (Severní Šlesvicko), 10. únor 1920    | Zóna I (Severní Šlesvicko), 10. únor 1920    | 25,1 %      | 25 329      | 74,9 %     | 75 431     |
|                                              |                                              |                                              |             |             |            |            |
| Okrsek                                       | Hadersleben                                  | Haderslev                                    | 16,0%       | 6 585       | 84,0%      | 34 653     |
| Město                                        | Hadersleben                                  | Haderslev                                    | 38,6%       | 3 275       | 61,4%      | 5 209      |
|                                              |                                              |                                              |             |             |            |            |
| Okrsek                                       | Apenrade                                     | Aabenraa                                     | 32,3%       | 6 030       | 67,7%      | 12 653     |
| Město                                        | Apenrade                                     | Aabenraa                                     | 55,1%       | 2 725       | 44,9%      | 2 224      |
|                                              |                                              |                                              |             |             |            |            |
| Okrsek                                       | Sonderburg                                   | Sønderborg                                   | 22,9%       | 5 083       | 77,1%      | 17 100     |
| Město                                        | Sonderburg                                   | Sønderborg                                   | 56,2%       | 2 601       | 43,8 %     | 2 029      |
| Město                                        | Augustenburg                                 | Augustenborg                                 | 48,0%       | 236         | 52,0%      | 256        |
|                                              |                                              |                                              |             |             |            |            |
| Severní část okrsku                          | Tondern                                      | Tønder                                       | 40,9%       | 7 083       | 59,1%      | 10 223     |
| Město                                        | Tondern                                      | Tønder                                       | 76,5%       | 2 448       | 23,5%      | 750        |
| Město                                        | Hoyer                                        | Højer                                        | 72,6%       | 581         | 27,4%      | 219        |
| Město                                        | Lügumkloster                                 | Løgumkloster                                 | 48,8%       | 516         | 51,2%      | 542        |
|                                              |                                              |                                              |             |             |            |            |
| Severní část okrsku                          | Flensburg                                    | Flensborg                                    | 40,6%       | 548         | 59,4%      | 802        |
|                                              |                                              |                                              |             |             |            |            |
| Zóna II (Střední Šlesvicko), 14. březen 1920 | Zóna II (Střední Šlesvicko), 14. březen 1920 | Zóna II (Střední Šlesvicko), 14. březen 1920 | 80,2 %      | 51 742      | 19,8 %     | 12 800     |
|                                              |                                              |                                              |             |             |            |            |
| Jižní část okrsku                            | Tondern                                      | Tønder                                       | 87,9%       | 17 283      | 12,1%      | 2 376      |
| Jižní část okrsku                            | Flensburg                                    | Flensborg                                    | 82,6%       | 6 688       | 17,4%      | 1 405      |
| Město                                        | Flensburg                                    | Flensborg                                    | 75,2%       | 27 081      | 24,8%      | 8 944      |
| Severní část okrsku                          | Husum                                        | Husum                                        | 90,0%       | 672         | 10,0%      | 75         |